# 傑斯特羅 (加利福尼亞州)
傑斯特羅（英語：Jastro）是位於美國加利福尼亞州克恩縣的一個非建制地區。該地的面積和人口皆未知。

## 地理
傑斯特羅的座標為35°22′36″N 119°04′20″W / 35.37667°N 119.07222°W，而該地的平均海拔高度為121米（即397英尺）。